# Ceasul al șaselea canonic
Ceasul al șaselea sau ora a VI-a ori sexta, în liturgica creștină, e unul din ceasurile mici, făcând parte din cele șapte laude de peste zi, la amiază. 
În ritul latin de după reforma liturgică a Conciliului Vatican II, pentru clericii obișnuiți este suficient unul din ceasurile mici. În tradiția benedictină călugării se odihnesc după ceasul al șaselea, de aici provenind termenul de „siestă” respectiv expresia „a face siesta”, cu referire la somnul de dupăamiază.